# Gare d'Asagaya
La gare d'Asagaya (阿佐ケ谷駅, Asagaya-eki) est une gare ferroviaire de la ville de Tokyo au Japon. Elle est située dans l'arrondissement de Suginami. La gare est exploitée par la compagnie JR East.

## Situation ferroviaire
La gare d'Asagaya est située au point kilométrique (PK) 17,3 de la ligne Chūō.

## Histoire
La gare a été inaugurée le 15 juillet 1922.

## Services aux voyageurs

### Accès et accueil
La gare dispose d'un bâtiment voyageurs, avec guichet, ouvert tous les jours.

### Desserte
- Ligne Chūō-Sōbu :
  - voie 1 : direction Mitaka
  - voie 2 : direction Nakano (interconnexion avec la ligne Tōzai pour Nishi-Funabashi), Shinjuku et Chiba
- Ligne Chūō (Rapid) :
  - voie 3 : direction Tachikawa et Takao
  - voie 4 : direction Shinjuku et Tokyo